# Wassermühle Plau am See

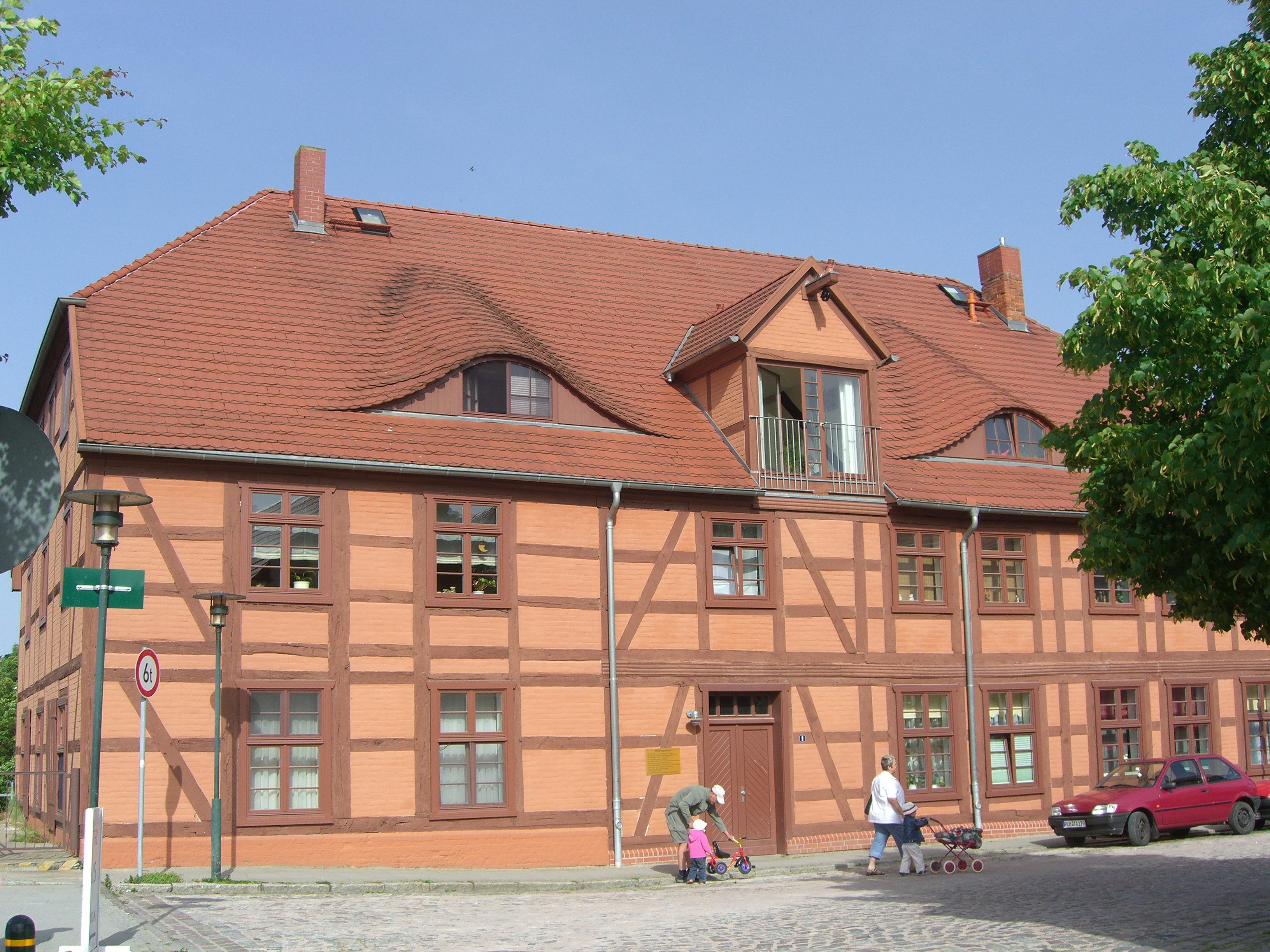

Die ehemalige Wassermühle in Plau am See (Mecklenburg-Vorpommern), Mühlenstraße 1 Ecke Rahmwallstraße an der Elde, wurde im 18. Jahrhundert gebaut und ist heute ein Wohnhaus.
Das Gebäude steht unter Denkmalschutz.

## Geschichte

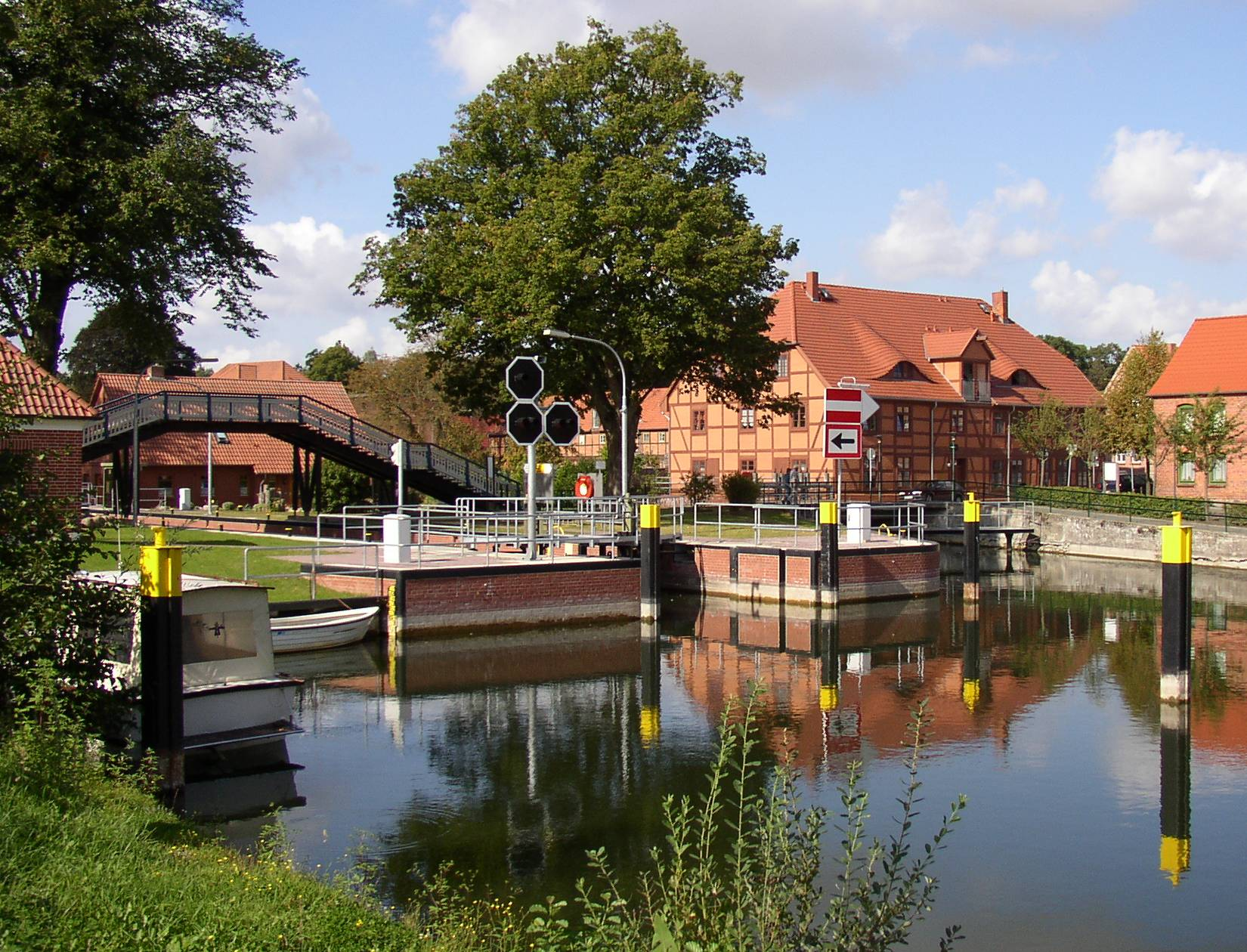
Elde, Schleuse Brücke, Mühlengebäude

Plau am See ist im 13. Jahrhundert entstanden und wurde 1235 erstmals als Stadt erwähnt.
Eine Plauer Wassermühle an der Elde wurde erstmals 1273 urkundlich erwähnt. Es folgte wenig entfernt an einem zweiten Eldearm bald eine zweite Wassermühle. Beim Stadtbrand von 1756 brannten viele Fachwerkhäuser – so auch die Mühle – ab.
Das terrakottafarbene zweigeschossige Fachwerkgebäude mit verschlämmten Ausfachungen aus Stein, dem Zwerchhaus und dem Krüppelwalmdach mit Fledermausgauben, wurde nach 1756 an der Elde wieder aufgebaut. In der Nähe befindet sich die Häuhnerledder. Nach 1945 hatte die in Folge der Sprengung der Drehbrücke über die Schleuse errichtete Notbrücke aus Holz nur Trittleisten wie eine Hühnerleiter; die nunmehr dritte Brücke erhielt wie auch bereits die zweite Nachfolgebrücke Stufen und wurden zum Wahrzeichen der Stadt.
Bei der Schleuse mit den Stemmtoren wird heute ein Stauziel von max. 0,75 Meter erreicht.

Das Giebelgebäude wurde im Rahmen der Städtebauförderung saniert.